# Royton
Royton è una località di 20.961 abitanti della contea della Greater Manchester, in Inghilterra, già comune fino al 1974.